# Serie Nacional de Béisbol 1969-1970
Henequeneros, de Matanzas ganó la novena Serie Nacional de Béisbol de Cuba, perseguido por Mineros durante los 66 juegos del calendario.
| Equipo        | JJ | JG | JP | AVE  | Dif |
| ------------- | -- | -- | -- | ---- | --- |
| Henequeneros  | 66 | 50 | 16 | .757 | –   |
| Mineros       | 65 | 48 | 17 | .738 | 1½  |
| Azucareros    | 66 | 46 | 20 | .690 | 4   |
| Industriales  | 65 | 43 | 22 | .661 | 6½  |
| Habana        | 66 | 35 | 31 | .530 | 15  |
| Granjeros     | 65 | 33 | 32 | .507 | 16½ |
| Pinar del Río | 65 | 29 | 36 | .446 | 20½ |
| Matanzas      | 62 | 26 | 36 | .419 | 22  |
| Las Villas    | 65 | 27 | 38 | .415 | 22½ |
| Camagüey      | 66 | 19 | 47 | .287 | 31  |
| Oriente       | 65 | 18 | 47 | .276 | 31½ |
| Vegueros      | 64 | 16 | 48 | .250 | 33  |